# Flemington (Virgínia de l'Oest)
Flemington és una població dels Estats Units a l'estat de Virgínia de l'Oest. Segons el cens del 2000 tenia 287 habitants.

## Demografia
Segons el cens del 2000, Flemington tenia 287 habitants, 108 habitatges, i 77 famílies. La densitat de població era de 369,4 habitants per km².
Dels 108 habitatges en un 29,6% hi vivien nens de menys de 18 anys, en un 58,3% hi vivien parelles casades, en un 8,3% dones solteres, i en un 28,7% no eren unitats familiars. En el 24,1% dels habitatges hi vivien persones soles el 14,8% de les quals corresponia a persones de 65 anys o més que vivien soles. El nombre mitjà de persones vivint en cada habitatge era de 2,66 i el nombre mitjà de persones que vivien en cada família era de 3,19.
Per edats la població es repartia de la següent manera: un 23,7% tenia menys de 18 anys, un 5,9% entre 18 i 24, un 27,9% entre 25 i 44, un 27,5% de 45 a 60 i un 15% 65 anys o més.
L'edat mediana era de 40 anys. Per cada 100 dones de 18 o més anys hi havia 93,8 homes.
La renda mediana per habitatge era de 27.917 $ i la renda mediana per família de 40.417 $. Els homes tenien una renda mediana de 32.500 $ mentre que les dones 21.563 $. La renda per capita de la població era de 12.540 $. Entorn del 22,7% de les famílies i el 23,6% de la població estaven per davall del llindar de pobresa.

## Poblacions més properes
El següent diagrama mostra les poblacions més properes.